# Streit Group Puma
Streit Group Puma — бронеавтомобиль с колёсной формулой 4 × 4, разработанный канадской компанией Streit Group на шасси автомашины Toyota Tundra.
Демонстрационный образец бронемашины был впервые представлен в феврале 2013 года на выставке вооружений IDEX-2013.

## Конструкция
Бронемашина имеет обычную компоновку с передним расположением двигателя, отделением управления в средней части машины, в кормовой части машины расположено десантное отделение. Экипаж машины состоит из двух человек, предусмотрена возможность перевозки нескольких пехотинцев.
Корпус бронемашины сварной, изготовлен из стальных броневых листов, расположенных под углом. Бронирование соответствует стандарту STANAG 4569 Level 3. В верхней части бортов десантного отделения расположены амбразуры для ведения огня из стрелкового оружия. В корме корпуса расположена дверь для посадки и высадки десанта. Также имеется люк на крыше.
Ёмкость топливного бака составляет 26,4 галлона.

### Вооружение
В стандартном варианте исполнения машина не имеет вооружения, однако на крыше боевого отделения предусмотрена возможность установки крепления для пулемёта.

### Силовая установка и ходовая часть
Двигатель - бензиновый Toyota "i-Force" V8 DOHC E85.
Коробка передач автоматическая.
Шины оснащены пулестойкими вставками.

## Варианты и модификации
- Streit Group Puma - трёхдверный вариант[4]
- Streit Group Tiger — пятидверный вариант[2]